# Souhayr Belhassen

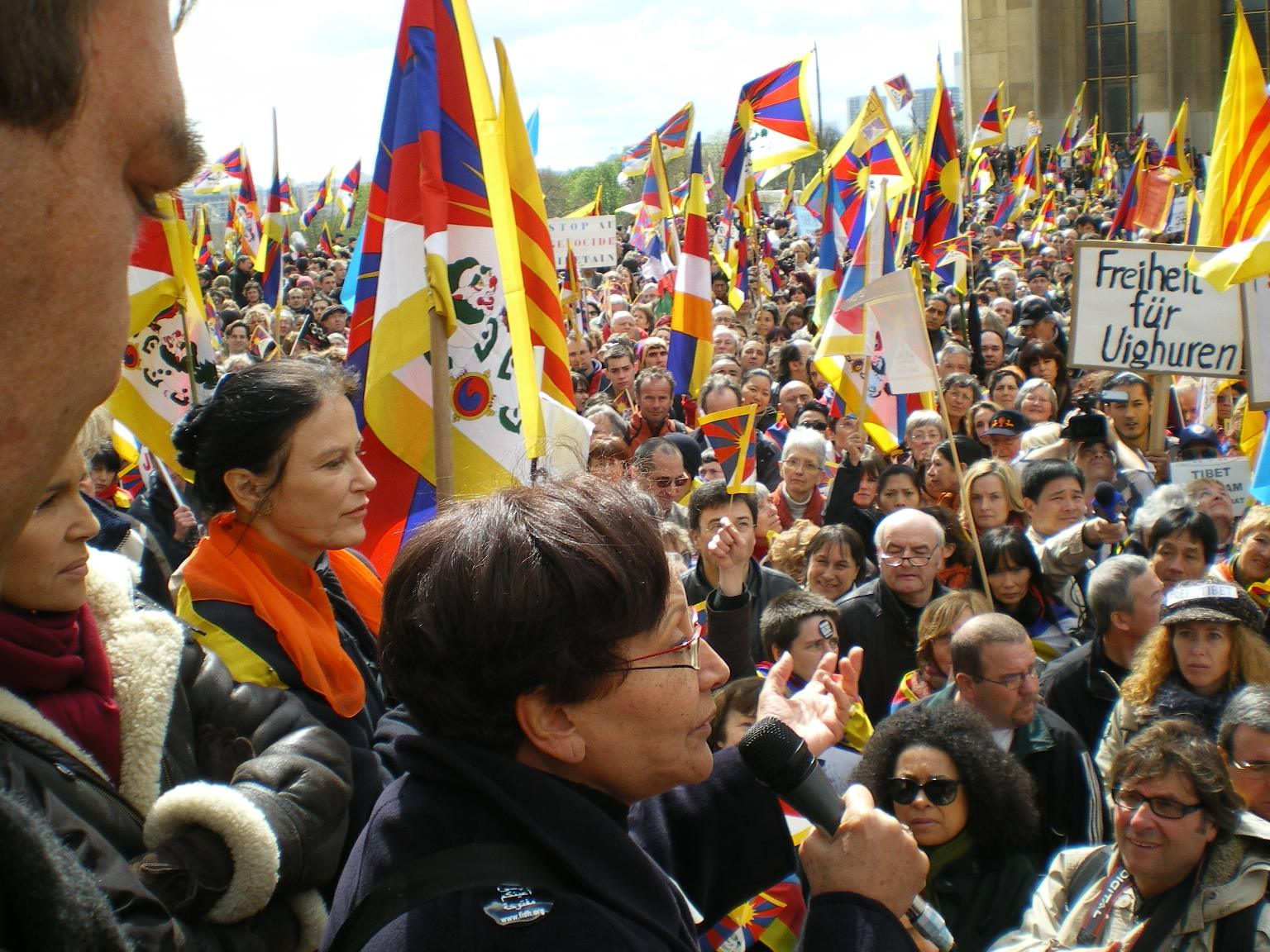
Souhayr Belhassen bei einer Kundgebung in Deutschland

Souhayr Belhassen (* 1943 in Gabès) ist eine tunesische Journalistin und Verteidigerin der Menschenrechte. Im April 2007 wurde sie zur Präsidentin der Internationalen Liga für Menschenrechte (französisch Fédération internationale des ligues des droits de l’Homme, FIDH) gewählt.
Sie studierte Rechtswissenschaft in Tunis und Politikwissenschaft in Paris und arbeitete anschließend als Journalistin für das Wochenmagazin Jeune Afrique und die Nachrichtenagentur Reuters. 1967 beteiligte sich Belhassen an den Protesten gegen den Sechstagekrieg. Seit 1984 engagiert sie sich in der Tunesischen Liga für Menschenrechte (Ligue tunisienne des droits de l'homme (LTDH)), der dem Dachverband FIDH angehörenden tunesischen Liga für Menschenrechte. Nachdem sie 1993 eine Kampagne für die Petition zur Unterstützung der algerischen Frauen gestartet und dabei die Untätigkeit der tunesischen Machthaber angesichts der Situation im Nachbarland angeprangert hatte, musste sie für fünf Jahre ins Exil gehen. Am 24. April 2007 wurde sie zur Präsidentin der FIDH gewählt. Am 1. Februar 2008 erhielt sie von der Faculté de droit die Ehrendoktorwürde der Université catholique de Louvain.